# Laxton's Favourite
Laxton's Favourite es una  variedad cultivar de manzano (Malus domestica). 
Un híbrido del cruce de Cox's Orange Pippin × Exquisite. Criado en Bedford por “Laxton Bros. Ltd.”, en 1925 e introducido por ellos en 1951. Las frutas tienen una pulpa dulce, crujiente y jugosa.

## Historia
'Laxton's Favourite' es una variedad de manzana, híbrido del cruce de Cox's Orange Pippin × Exquisite. Desarrollado y criado a partir de 'Cox's Orange Pippin' mediante una polinización por la variedad 'Exquisite', por “Laxton Bros. Ltd.” Bedford, Inglaterra, (Reino Unido) a principios del siglo XX en 1925 e introducido por ellos en el mercado en 1951.
'Laxton's Favourite' se cultiva en la National Fruit Collection con el número de accesión: 1949-290 y Accession name: Laxton's Favourite.

## Características
'Laxton's Favourite' árbol de extensión erguida, de vigor moderadamente vigoroso, portador de espuela. Tiene un tiempo de floración que comienza a partir del 4 de mayo con el 10% de floración, para el 10 de mayo tiene una floración completa  del 80%, y para el 18 de mayo tiene un 90% caída de pétalos.
'Laxton's Favourite' tiene una talla de fruto medio; una forma tronco cónica, con una altura de 52.50 mm, y con una anchura de 62.00 mm; con nervaduras débiles; epidermis con color de fondo amarillo blanquecino, con un sobre color lavado de rojo oscuro casi granate, importancia del sobre color medio-alto, y patrón del sobre color rayas rojas más oscuras en la zona expuesta al sol, “russeting” (pardeamiento áspero superficial que presentan algunas variedades) ausente o muy bajo; la piel tiende a ser lisa se vuelve grasienta en la madurez; ojo parcialmente abierto y mediano grande, colocado en una cuenca abierta y poco profunda que está rodeada por una corona ligeramente abultada; pedúnculo robusto y algo corto, colocado en una cavidad abierta de profundidad media, ligeramente tostada; carne es de color blanco, de grano grueso y crujiente, jugosa y dulce.
Su tiempo de recogida de cosecha se inicia a finales de agosto. Se mantiene bien dos meses en cámara frigorífica.Es una buena manzana de postre fresco en mesa.

## Ploidismo
Diploide, auto estéril. Grupo de polinización: C, Día 10.